# Emmanuel Pétavel-Olliff
Emmanuel Pétavel-Olliff est un pasteur protestant et bibliste suisse, né le 16 octobre 1836 à Neuchâtel et mort le 15 novembre 1910  à Lausanne.

## Biographie
Fils d'Abram-François Pettavel (1791-1870) — pasteur judaïsant — il participe à la Société nationale (française) de traduction œcuménique des Livres saints, qui eut son heure de gloire de 1865 à 1867. Le pape Pie IX y étant opposé, les catholiques se retirèrent du projet, qui dut être abandonné.
En Angleterre, Pétavel-Ollif était principalement connu par la traduction anglaise de son livre La fin du mal, qui soutenait un dogme protestant : l'immortalité dite conditionnelle (en).